# Kanada Aki
Kanada Aki (japánul: 金田アキ, Aicsi prefektúra, 1983. augusztus 18. – ) japán szeijú.

## Munkássága
A Yu-Gi-Oh! GX animében Tomu és Cutomu szinkronhangja. A Yu-Gi-Oh! 5D's animében Torunka és Kárí Nagisza szinkronhangja a 130. részig. A Yu-Gi-Oh! Zexal animében  Omoteura Tokunoszuke szinkronhangja.